# U23B型柴油机车
U23B型柴油机车是美国通用电气公司于1968年推出的一款柴油机车。这款机车是为重载调车和干线小运转任务而设计，并且在U30C型柴油机车基础上发展而来的四轴柴油机车，其主要竞争对象是易安迪的GP38、GP38-2型柴油机车。型号当中的“U”代表“通用”系列、“23”代表单节功率为2300马力、“B”代表机车轴式为Bo-Bo。
U23B型柴油机车采用底架承载的单司机室外走廊式车体结构。机车走行部为两台采用中心销牵引方式的二轴转向架，并且可按客户意愿选用AAR标准的B型转向架，或者通用电气的FB2型浮动摇枕式转向架。机车装用一台12气缸、四冲程、涡轮增压的FDL12型中速柴油机，额定功率为2250马力。传动系统方面，通用电气公司提供了直—直流电或者交—直流电传动两种方案供选择，前者是利用柴油机直接驱动一台GT-581型直流发电机，并将发出的直流电供给四台并联的GE-752型串励直流牵引电动机；而后者则是利用柴油机直接驱动一台GTA-11型三相交流同步发电机，经硅二极管整流器整流后向牵引电动机供电。
U23B型柴油机车是通用电气“通用”系列之中最成功的产品之一，从1968年8月投入批量生产直到1977年6月停产为止，通用电气公司共生产了481台U23B型柴油机车，其销量仅次于U30C型柴油机车，共有十多家一级铁路公司购置了该型机车，聖塔菲鐵路、路易斯维尔和纳什维尔铁路、密苏里太平洋铁路、宾州中央运输公司、南方铁路是主要用户。此外，当中亦有30台机车出口至墨西哥国营铁路，10台机车出口至墨西哥太平洋铁路，16台机车出口至秘鲁的南方銅業公司。同级的后继产品为“Dash 7”系列的B23-7型柴油机车。

## 参看
- U30B型柴油机车
- U23C型柴油机车
- B23-7型柴油机车